# پاول والدن
پاول والدن (لتونیایی: Pauls Valdens؛ ۲۶ ژوئیهٔ ۱۸۶۳ – ۲۲ ژانویهٔ ۱۹۵۷) یک دانشمند اهل آلمان بود.